# Municipio de Hillsdale (condado de Eddy)
El municipio de Hillsdale (en inglés: Hillsdale Township) es un municipio ubicado en el condado de Eddy en el estado estadounidense de Dakota del Norte. En el año 2010 tenía una población de 41 habitantes y una densidad poblacional de 0,43 personas por km².

## Geografía
El municipio de Hillsdale se encuentra ubicado en las coordenadas 47°47′50″N 98°51′25″O / 47.79722, -98.85694. Según la Oficina del Censo de los Estados Unidos, el municipio tiene una superficie total de 94.31 km², de la cual 90,17 km² corresponden a tierra firme y (4,39 %) 4,14 km² es agua.

## Demografía
Según el censo de 2010, había 41 personas residiendo en el municipio de Hillsdale. La densidad de población era de 0,43 hab./km². De los 41 habitantes, el municipio de Hillsdale estaba compuesto por el 85,37 % blancos, el 14,63 % eran de otras razas. Del total de la población el 14,63 % eran hispanos o latinos de cualquier raza.